# Waermund (Worcester)
Waermund († 777) war Bischof von Worcester. Er wurde 775 zum Bischof geweiht und trat sein Amt im gleichen Jahr an. Er starb 777.